# Janet Mead
Janet Mead (Adelaida, Australia Meridional, 1938 - 26 de enero de 2022) fue una monja católica y cantante australiana conocida por interpretar una versión rock de The Lord's Prayer en 1973. Al año siguiente alcanzó el tercer puesto de la lista australiana de singles y el cuarto en la Billboard Hot 100 estadounidense. En 2004 fue nominada a un Grammy y a un Golden Gospel.
Mead fue la segunda hermana en ocupar el top 10 del Billboard por detrás de Luc-Gabrielle, conocida como Sor Sonrisa, la cual fue número uno en 1963 con Dominique.

## Trayectoria
Con la idea de atraer a los jóvenes a la iglesia, Mead formó a los 17 años un grupo musical para la iglesia local. Antes de unirse a la congregación de las Hermanas de la Misericordia, estudió piano en el conservatorio Elder de Adelaida. Una vez ingresó en la orden empezó a ejercer como profesora de música en dos escuelas católicas. A principio de los años 70 empezó a profundizar en la influencia del rock en las masas con el deseo de hacer más cercana y amena la religión para los jóvenes, los cuales empezaron a acudir en masa a la catedral de Adelaida.
En 1973 empezó a grabar maquetas y más tarde iría a Sídney para grabar una sesión producida por Martin Erdman en la discográfica Festival Records.
Desde Festival le pidieron que grabara una versión de un tema de Donovan: Brother Sun, Sister Moon para la banda sonora de la película del mismo nombre dirigida por Franco Zeffirelli, pero Erdman quería un arreglo roquero de The Lord's Prayer, el cual resultó ser un hit siendo el primer single australiano en vender más de un millón de copias en Estados Unidos. Tras ganar un Disco de Oro, Mead decidió donar el premio para obras de caridad, en cuanto a Festival Records, se quedaron una porción para la compañía.
Su gran acogida la llevó a grabar dos álbumes: el primero, It Was With You I Am en 1974 y A Rock Mass. Tras el primer éxito en Estados Unidos intentó repetir con el sencillo Take My Hand, tema que no llegó a destacar.
Durante un tiempo se tomó un hiato a pesar del interés mediático que despertaba en los fanes. Mead llegó a describir su éxito como "lo peor que pudo pasarle en la vida" y que llegó a cuestionar su propia fe.
No obstante continuó realizando giras. En octubre de 2001 dirigió la obra teatral de Victor Hugo: Los Miserables en el Melbourne Trades Hall Auditorium. En 2004 obtuvo el premio Yamaha Golden Gospel en reconocimiento por su carrera musical cristiana en Canberra.
Mead falleció el 26 de enero de 2022, a los 84 años de edad.